# Aweg
De Aweg is een straat in de stad Groningen. De straat loopt van de kruising met de Friesestraatweg en het Hoendiep naar de Westerhaven waar de straat bij de kruising met de Westersingel overgaat in de Astraat. De Aweg is een belangrijke verbindingsweg in de Schildersbuurt en is genoemd naar het Drentsche Aa, net als de Astraat en Der Aa-kerk. De Aweg is eenrichtingsverkeer richting het westen, verkeer in de andere richting maakt gebruik van de Hoendiepskade.
Aan de oostzijde ter hoogte van Westerhaven bestaat de Aweg uit een busbaan met ventwegen voor het overige verkeer. Aan de busbaan zijn vier bushaltes gelegen die sinds 2017 het busstation Westerhaven vormen.

## Monumenten
De Aweg telt 4 rijksmonumenten.
| Adres   | Beschrijving                              | Monument  | Foto |
| ------- | ----------------------------------------- | --------- | ---- |
| Aweg 12 | De Slingerij, Voormalige herberg uit 1854 | RM 18428  |      |
| Aweg 13 | Wit huis met zg. Vlaamse top              | RM 18429  |      |
| Aweg 43 | Pakhuis Friesland uit 1912                | RM 485306 |      |
| Aweg 44 | Pakhuis Overijssel uit 1884               | RM 485175 |      |

Aweg ·
Bedumerweg ·
Damstersingel .
Eemskanaal Noordzijde .
Herman Colleniusstraat .
Holtstek .
Korreweg .
Kraneweg .
Petrus Campersingel ·
Westersingel ·